# ディルク・ヤン・デ・ヘール
ディルク・ヤン・デ・ヘール（Dirk Jan de Geer、1870年12月14日 - 1960年11月28日）は、キリスト教民主アピール（CDA）の前身であるキリスト教歴史同盟（CHU）に所属していたオランダの政治家。
1926年3月8日から1929年8月10日まで、1939年8月10日から1940年9月3日まで、オランダの首相を務めた。

## 経歴
1870年12月14日 、フローニンゲン州フローニンゲンでデ・ヘール家の子供として生まれた。1895年に法務博士資格を取得した後、ジャーナリストとして働き、ロッテルダムの市議会議員（1901年 - 1907年）を務めた。
1907年からはキリスト教歴史同盟党員を務め、1920年から1921年までは、アーネムの市長を務めた。1921年から1923年にかけては、オランダの財務大臣を務めたが、1924年に辞任した。その後、1925年から1926年まで、内務大臣と農業大臣を務めた。1926年3月8日から1929年8月10日までは首相を務めた。その後、1926年から1933年まで財務大臣を務めた。ヘンドリクス・コレインの内閣が終了した際には1939年8月10日から彼はまた首相と同時に財務大臣を務めた。しかしデ・ヘールは戦争中の国家の首相には適していないと自覚していた。1940年5月10日にドイツ軍がオランダへと進行した際には状況は非常に深刻となり、オランダ政府はロンドンに亡命政府を樹立することを決めた。
ロンドンへ亡命していた時、デ・ヘールはオランダとドイツとの間で個別に和平をすることを提唱し、戦争には決して勝てないだろうと公然と述べ、オランダ政府とオランダ国民の士気を傷つけた。デ・ヘールはウィルヘルミナ (オランダ女王)から首相職を解任され、デ・ヘールは健康上の理由で正式に首相はピーテル・シュールズ・ヘルプランディ(en:Pieter Sjoerds Gerbrandy)となった。
その後、オランダ領東インド（現在のインドネシア）に派遣されたが、ベルリンを経由して、ドイツ政府の許可を得てオランダにいる病気の妻と残りの家族の元へと帰った。これはウィルヘルミナ女王を大いに怒らせ、オランダ国民は彼をオランダの大義に対する裏切り者・脱走者と呼んだ。その後、デ・ヘールは人々とドイツ人と協力する方法についてのリーフレットを書いた。このリーフレットについてオランダの亡命政府は、「作者は個人的に何が起こってもオランダ人を裏切った」とデ・ヘールを非難した。ウィルヘルミナ女王はデ・ヘールに、もしこれを公表し続ければ、戦争の終結後に裁判にかけられるだろうと警告した。ドイツ政府の許可を得て、デ・ヘールはこれを出版した。
戦後、正式に告発され裁判にかけられた。デ・ヘールは有罪判決を受け、名誉称号をすべて剥奪された。裁判所は3年間の執行猶予付きで、戦時の反逆罪で1年の懲役刑を確定したが、20,000ギルダーの罰金や担当大臣の称号のはく奪は免除した。彼は約15年後の1960年11月28日にゾースト（オランダ）で死去。